# Semion Grossu
Semion Grossu (Satul Nou, 18 marzo 1934) è un politico e imprenditore moldavo fino al 1991 sovietico, è stato l'effettivo leader della Moldavia  dal 1980 al 1989 in qualità di Primo Segretario del Partito Comunista della Moldavia durante il dominio sovietico.

## Biografia
Semion Grossu è nato il 18 marzo 1934 nel comune di Satul Nou in Romania ora parte dell'Ucraina. Nel 1961, si è iscritto al Partito Comunista dell'Unione Sovietica.
È stato primo ministro della Repubblica Socialista Sovietica Moldava dal 1976 al 1980 e ministro degli affari esteri dal 1976 al 1980.
In seguito è divenuto Primo Segretario del Partito Comunista della Moldavia carica che ha mantenuto dal 1980 al 1989. È stato l'ultimo leader moldavo a sposare la linea di partito sovietica; il suo successore Petru Lucinschi, si è identificato con le aspirazioni d'indipendenza della Moldavia, che il paese ha acquisito nel 1991.
Sin dal 1991, è presidente dell'associazione di produzione di vino russo-moldava "Product Impex SRL". In un video che ha posto su YouTube nel 2009 ha affermato di non considerarsi una figura pubblica.